# Medaljfördelning vid olympiska vinterspelen
Medaljfördelning vid de olympiska vinterspelen från 1924 till 2014 visas nedan.
IOK publicerar inte själva medaljfördelningstabeller, och publicerar endast inofficiella tabeller för varje enskilt spel för sig själv, och publicerar inte medaljfördelningstabeller för alla olympiska spel totalt. Denna tabell är alltså sammanställd genom att räkna ihop enskilda poster from IOK:s databas.

## Medaljtabell
| Pl. | IOK    | Land           |     |     |     | Totalt |
| 1   | GER    | Tyskland       | 136 | 135 | 106 | 377    |
| 2   | RUS    | Ryssland       | 136 | 103 | 102 | 341    |
| 3   | NOR    | Norge          | 118 | 111 | 100 | 329    |
| 4   | USA    | USA            | 96  | 102 | 83  | 281    |
| 5   | CAN    | Kanada         | 62  | 55  | 53  | 170    |
| 6   | AUT    | Österrike      | 59  | 78  | 81  | 218    |
| 7   | SWE    | Sverige        | 50  | 40  | 54  | 144    |
| 8   | SUI    | Schweiz        | 50  | 40  | 48  | 138    |
| 9   | FIN    | Finland        | 42  | 62  | 57  | 161    |
| 10  | NED    | Nederländerna  | 37  | 38  | 35  | 110    |
| 11  | ITA    | Italien        | 37  | 34  | 43  | 114    |
| 12  | FRA    | Frankrike      | 31  | 31  | 47  | 109    |
| 13  | KOR    | Sydkorea       | 26  | 17  | 10  | 53     |
| 14  | CHN    | Kina           | 12  | 22  | 19  | 53     |
| 15  | JPN    | Japan          | 10  | 17  | 18  | 45     |
| 16  | GBR    | Storbritannien | 10  | 4   | 12  | 26     |
| 17  | CZE    | Tjeckien       | 9   | 17  | 23  | 49     |
| 18  | POL    | Polen          | 6   | 7   | 7   | 20     |
| 19  | BLR    | Vitryssland    | 6   | 4   | 5   | 15     |
| 20  | AUS    | Australien     | 5   | 3   | 4   | 12     |
| 21  | CRO    | Kroatien       | 4   | 6   | 1   | 11     |
| 22  | EST    | Estland        | 4   | 2   | 1   | 7      |
| 23  | SLO    | Slovenien      | 2   | 4   | 9   | 15     |
| 24  | LIE    | Liechtenstein  | 2   | 2   | 5   | 9      |
| 25  | SVK    | Slovakien      | 2   | 2   | 1   | 5      |
| 26  | UKR    | Ukraina        | 2   | 1   | 4   | 7      |
| 27  | KAZ    | Kazakstan      | 1   | 3   | 3   | 7      |
| 28  | BUL    | Bulgarien      | 1   | 2   | 3   | 6      |
| 29  | BEL    | Belgien        | 1   | 1   | 3   | 5      |
| 30  | ESP    | Spanien        | 1   | –   | 1   | 2      |
| 31  | UZB    | Uzbekistan     | 1   | –   | –   | 1      |
| 32  | LAT    | Lettland       | –   | 4   | 3   | 7      |
| 33  | YUG    | Jugoslavien    | –   | 3   | 1   | 4      |
| 34  | HUN    | Ungern         | –   | 2   | 4   | 6      |
| 35  | LUX    | Luxemburg      | –   | 2   | –   | 2      |
| 36  | PRK    | Nordkorea      | –   | 1   | 1   | 2      |
| 37  | DEN    | Danmark        | –   | 1   | –   | 1      |
| 37  | NZL    | Nya Zeeland    | –   | 1   | –   | 1      |
| 39  | ROU    | Rumänien       | –   | –   | 1   | 1      |
|     | Totalt |                | 959 | 957 | 948 | 2864   |

## Länder som tävlat under olika namn
1. ↑  
|     | IOK | Land                     |    |    |    | Totalt |
| --- | --- | ------------------------ | -- | -- | -- | ------ |
| GER | GER | Tyskland (1928–1936)     | 3  | 3  | 3  | 9      |
| GER | GER | Tyskland (1952)          | 3  | 2  | 2  | 7      |
| GER | EUA | Tyskland (1956–1964)     | 8  | 6  | 5  | 19     |
| GER | FRG | Västtyskland (1968–1988) | 11 | 15 | 13 | 39     |
| GER | GDR | Östtyskland (1968–1988)  | 39 | 36 | 35 | 110    |
| GER | GER | Tyskland (sedan 1992)    | 72 | 73 | 48 | 193    |
2. ↑  
|     | IOK | Land                      |    |    |    | Totalt |
| --- | --- | ------------------------- | -- | -- | -- | ------ |
| RUS | URS | Sovjetunionen (1956–1988) | 78 | 57 | 59 | 194    |
| RUS | EUN | OSS (1992)                | 9  | 6  | 8  | 23     |
| RUS | RUS | Ryssland (sedan 1994)     | 49 | 40 | 35 | 124    |
3. ↑  
|     | IOK | Land                        |   |   |    | Totalt |
| --- | --- | --------------------------- | - | - | -- | ------ |
| CZE | TCH | Tjeckoslovakien (1928−1992) | 2 | 8 | 15 | 25     |
| CZE | CZE | Tjeckien (sedan 1994)       | 7 | 9 | 8  | 24     |